# Кордич, Марко
Марко Кордич (черног. Марко Кордић; 22 февраля 1995, Подгорица, Союзная Республика Югославия) — черногорский футболист, вратарь клуба «Войводина» и молодёжной сборной Черногории.

## Карьера

### Клубная карьера
Марко начал заниматься футболом в юношеской команде «Войводины». В сезоне 2011/12 начал привлекаться к тренировкам с основным составом.
В июле 2013 года Марко провёл два матча квалификации Лиги Европы против мальтийского «Хибернианс». В августе 2013 года Кордич был отдан в аренду в клуб «Бачка», однако вскоре был отозван обратно в «Войводину» из-за нехватки голкиперов. Во время зимнего перерыва в чемпионате Марко получил травму крестообразных связок и выбыл до конца сезона.
Восстановившись после повреждения, Кордич в начале сезона 2014/15 регулярно тренировался с основным составом.
21 февраля 2015 года голкипер дебютировал в чемпионате Сербии в стартовом составе «Войводины» в игре с ОФК. Матч закончился нулевой ничьей.

### В сборной
Марко в составе юношеской сборной Черногории (до 17 лет) принимал участие во встречах квалификационного раунда к Чемпионату Европы в Словении. В трёх встречах голкипер пропустил 4 мяча, а его команда не смогла пройти отбор. Также Кордич принимал участие в отборе к юношескому чемпионату Европы в Венгрии.
В настоящее время голкипер выступает за молодёжную сборную.